# 华侨义山

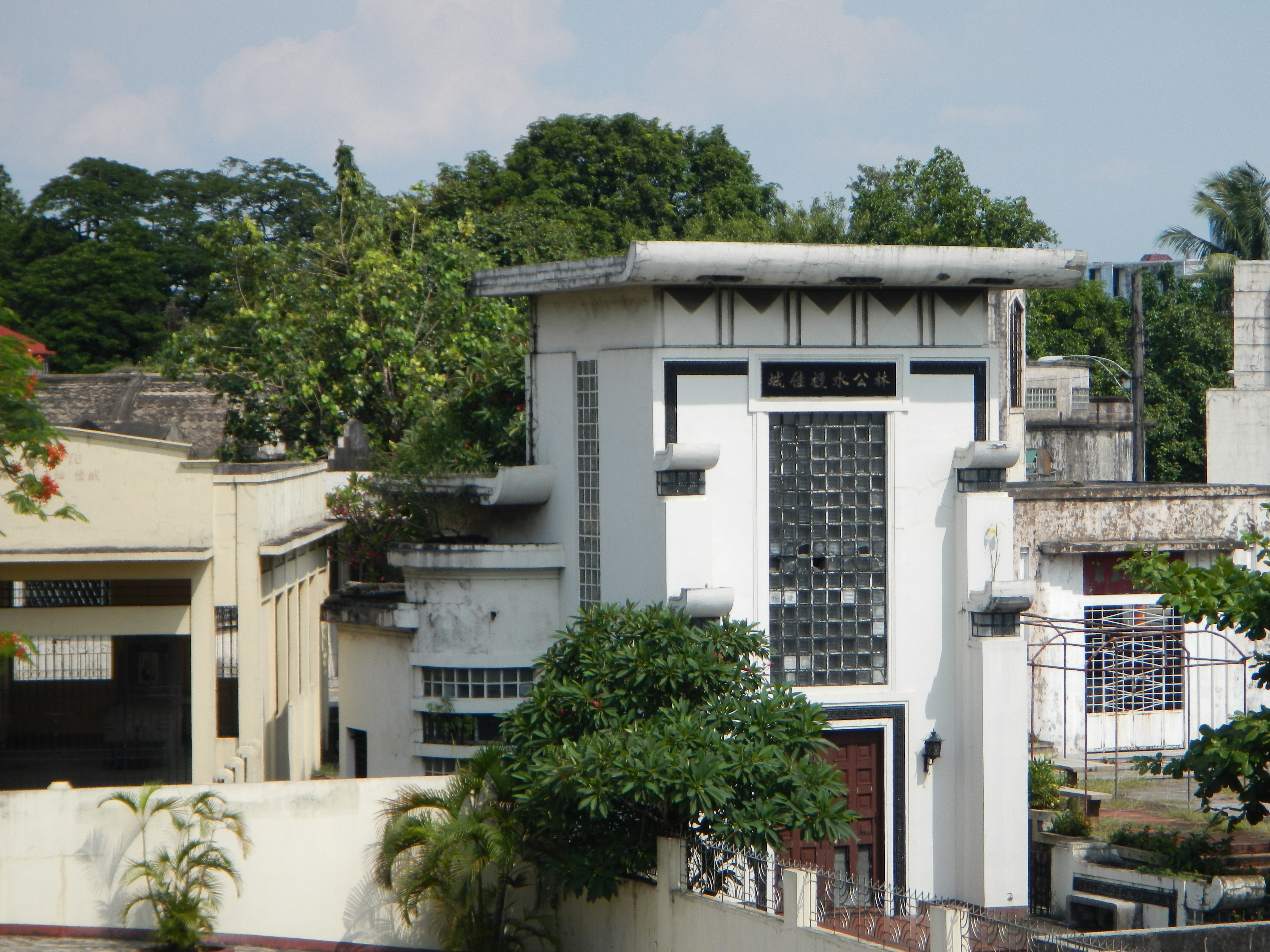
馬尼拉华侨义山墓園內的墓厝

华侨义山（英語：Manila Chinese Cemetery）是菲律宾马尼拉市第二古老的公墓。

## 历史

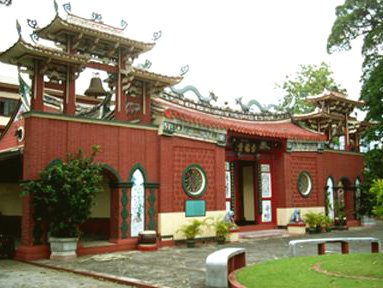
崇福堂

它是一个在西班牙殖民时期指定给中国人的墓地，他们不能在天主教仪式里得到安葬。该地保留了始建于19世纪50年代、马尼拉最古老的中式寺庙崇福堂，安息着包括创办该国第一家中国银行的商人李清泉、建立Ma Mon Luk餐馆的马文禄等众多华人。二战时期，该公墓见证了许多处决事件，其中包括该国地下组织的精神领袖约瑟法·埃斯科达（Josefa Escoda）等人。